# 金科北路站
金科北路站位于中華人民共和國四川省成都市金牛区，是成都地铁2号线的地下车站，于2013年6月8日开通使用。在2号线西延线建设期间，本站曾使用工程名“信息路站”。因为工程实际建设情况的变化，本站比设计之初向东移动约50米。

## 车站结构
金科北路站是一个地下岛式站台车站。
| 地面      |                                    | 出入口                         |  |
| 地下 一层 | 站厅层                             | 安检、售票机、站内商店         |  |
| 地下 二层 |                                    | 2号线列车往犀浦方向 （金周路） |  |
| 地下 二层 | 岛式站台，左边车门将会开启         |                                |  |
| 地下 二层 | 2号线列车往龙泉驿方向 （迎宾大道） |                                |  |

## 出入口信息
本站目前开放4个出入口。
| 出口编号 | 设施         | 地点       | 可到达目的地                  |
| -------- | ------------ | ---------- | ----------------------------- |
|          |              | 金科北路   | 金盾苑                        |
| 出口 · B |              | 信息园西路 | 金桥苑、天奥工业园            |
| 出口 · C | 无障碍电梯   | 信息园西路 | 成都思迈尔锦励酒店            |
| 出口 · D | 无障碍卫生间 | 金科北路   | 成都市交警六分局、国宾·时光汇 |

## 大事记
- 2011年3月31日，车站主体结构封顶[4]；
- 2011年12月6日，本站至金周路站盾构区间双线贯通[5]；
- 2012年8月15日，车站送电调试成功[6]；
- 2013年6月8日，车站启用[1]。
- 2023年7月，本站英文名由Jinke Road North改为Jinke North Road。